# Mănăstirea din Parma
Mănăstirea din Parma (în franceză La Chartreuse de Parme) este un roman de Stendhal, care a fost publicat în 1839. Relatând povestea unui nobil italian în epoca napoleonică și mai târziu, el a fost admirat de Balzac, Tolstoi, André Gide, di Lampedusa și Henry James. A fost inspirat dintr-o relatare italiană neautentică a tinereții destrăbălate a lui Alessandro Farnese. Romanul a fost adaptat pentru operă, film și televiziune.
Titlul se referă la o mănăstire cartusiană, care este menționată abia în ultima pagină a romanului și nu are un rol semnificativ în desfășurarea acțiunii.